# Кужанберля
Кужанберля — село в Домбаровском районе Оренбургской области в составе Домбаровского сельсовета.

## География
Находится на расстоянии примерно 33 километра по прямой на запад-юго-запад от районного центра посёлка Домбаровский.

## Климат
Климат резко континентальный. Зима, как правило, малоснежная, суровая, холодная. Самый холодный месяц — январь. Средняя температура января −16,5…−17 °C. Осадки за холодный период года (с ноября по март) составляют около 100 мм. Снежный покров устанавливается в середине ноября и исчезает в конце апреля. Высота снежного покрова менее 30 см. Весна развёртывается интенсивно. Быстро нарастает температура и прогревается земля. Безморозный период в среднем составляет 120—135 дней. Лето жаркое, начало обычно засушливое. Средняя температура июля +21,8 °C. Максимальная температура может доходить до +42 °C. Осадки за тёплый период года (с апреля по октябрь) составляют около 100—250 мм. Осенью начинаются утренние заморозки. Понижение температур происходит неравномерно. В конце октября температура опускается ниже нуля.

## История
Впервые упоминается в 1939 году как аул Кужамберлинский. В период коллективизации здесь была организована, по всей видимости, бригада колхоза им. Карла Маркса. Когда был организован в 1944 году совхоз «Камышаклинский», здесь, на месте аула была основана овцеферма № 3 совхоза, а посёлок у фермы назывался посёлком фермы № 3 совхоза «Камышаклинский» Кужиберля.

## Население
Постоянное население составляло 153 человека в 2002 году (казахи 82 %), 70 человек в 2010 году.